# Juan de la Cerda y Aragón
Juan de la Cerda y Aragón   (Cogolludo, 20 de maig de 1569 - Madrid, 24 de novembre de 1607) va ser un noble castellà, VI Duc de Medinaceli i cavaller del Toisó d'Or.
Fill de Juan Luis de la Cerda i d'Isabel de Aragón. La seva vida pública va ser breu, tanmateix, va estar afavorida pel seu oncle, el duc de Lerma, privat de Felip III, juntament amb la d'altres membres de la seva família, per tal de controlar millor al monarca. En aquest sentit, el duc de Medinaceli va ser nomenat gentilhome de cambra, que li donava accés a les estances privades del rei. Quan va pujar al tron, Felip III va distingir el duc amb una visita de quatre dies a les seves terres i palau a Medinaceli, acompanyat de la reina Margarida d'Àustria.

## Família
Fill de Juan Luis de la Cerda, V duc de Medinaceli i Isabel de Aragón. Casat amb Antonia de Toledo y Dávila, duquesa de Medinaceli y Ana de la Cueva
Fou pare de:
- Antonio Juan de la Cerda y Toledo, VII Duc de Medinacelli
- Juana de la Cerda
- Antonia de la Cerda y Aragón y María de la Cerda y Aragón
- Gonzalo de la Cerda y Alama, marqués de la Adrada

## Títols nobiliaris[3]
1607 - 1637
- VI Marqués de Cogolludo

1607 - 1671
- XV Senyor de Arcos de Jalón
- VII Conde de El Puerto de Santa María
- XII Senyor de Enciso
- XI Senyor de Luzón
- VII Duc de Medinaceli
- XI Senyor de Somaén

1626 - 1671
- II Marqués de La Laguna de Camero Viejo